# Thelaira claritriangla
Thelaira claritriangla är en tvåvingeart som beskrevs av Zhao och Zhou 1993. Thelaira claritriangla ingår i släktet Thelaira och familjen parasitflugor.
Artens utbredningsområde är Yunnan (Kina). Inga underarter finns listade i Catalogue of Life.